# Ryan Getzlaf
Ryan Getzlaf (Regina, Saskatchewan, 10. svibnja 1985.) kanadski je profesionalni hokejaš na ledu. Desnoruki je napadač i igra na poziciji centra. Danas je zamjenski kapetan National Hockey League (NHL) momčadi Anaheim Ducks. 

## National Hockey League

### Mighty Ducks of Anaheim / Anaheim Ducks
Mighty Ducks of Anaheim birali su Getzlafa na draftu 2003. kao ukupno 19. izbor drafta. Nakon što je kao talentirani napadač završio juniorsku karijeru kao kapetan Calgary Hitmena 2004./05., postigavši tijekom svih četiri godine 215 bodova (95 golova, 120 asistencija), Ducksi su Getzlafa poslali u razvojun ekipu Cincinnati Mighty Ducks koji nastupaju American Hockey League (AHL). U National Hockey League (NHL-u) debitirao je sljedeće sezone (2005./06.) nastupivši u 57 susreta i osvojivši 39 bodova, dok je u dva kratka perioda natrag vraćen u AHL momčad Cincinnatija, odnosno Portland Piratesa.
U svojoj drugoj NHL sezoni (2006./07.) nastupio je u svih 82 utakmice i bio ključan igrač Ducksa iz powerplaya. Igrao je u drugoj liniji zajedno s Coreyjem Perryjem i Dustinom Pennerom, zvanom Kid Line zbog njihovih godina (Getzlaf i Perry po 21, dok je Penner imao 24). Njih trojica ukupno su postigla 147 bodova, od čega sam Getzlaf 58 bodova (25 golova, 33 asistencije). U play-offu predvodio je Duckse sa 7 pogodaka i 10 asistencija u utrci za Stanleyjev kup, gdje su s ukupno 4:1 u finalnoj seriji savladali Ottawa Senatorse i odnijeli svoj prvi Stanleyjev kup u povijesti franšize kluba.
U studenome 2007. potpisao je 5-godišnju vjernost (do 2012./13.) Anaheimu vrijednu 26,625 milijuna dolara, što godišnje iznosi 5,5 milijuna dolara. U siječnju 2008. zajedno sa suigračem Chrisom Prongerom izabran je među 16 igrača zapadne konferencije na tradicionalnoj All-Star utakmici u Atlanti. To mu je ujedno bio debi na All-Staru, dok je Prongeru to bio peti nastup. Do All-Stara osvojio je 48 bodova, dok je na kraju sezone taj učinak narastao do ukupnih 82 boda (24 gola, 48 asistencija). Anaheim je u play-off krenuo s nadom u obranu naslova prvaka, ali je već ispao u prvom krugu od Dallas Starsa.
Prije početka nove sezone (2008./09.) Getzlaf je zajedno s Prongerom prvi put u NHL-u dobio ulogu zamjenskog kapetana Ducksa, dok je Scott Niedermayer dobio kapetansku traku. Kasnije u sezoni, 30. listopada 2008. u dvoboju tada posljednja dva NHL prvaka Anaheima Ducksa i Detroit Red Wingsa, na "krilima" Teemu Selannea  (postigao hat-trick, sve iz powerplaya) Getzlaf je zabilježio rekordnih 5 asistencija u pobjedi 5:4. Drugu godinu zaredom, ovaj put s tri suigrača, Prongerom, Niedermayerom i vratarom Jean-Sebastien Giguereom izabran je na 57. tradiocionalnu All-Star utakmicu u Montrealu, dok je u samom susretu zabilježio jednu asistenciju. Tijekom sezone 2008./09. ostvario je napredak u odnosu na prošlu sezonu osvojivši 92 boda (25 golova, 66 asistencija) i ponovo bio prvi igrač Ducksa. 
14. siječnja 2010. na domaćem terenu protiv Boston Bruinsa Getzlaf je upisao svoj jubilarni 100. gol i 300. asistenciju u ligi.

## Reprezentacija
Getzlaf, nakon što se našao u popisu igrača Kanade za ZOI u Vancouveru 2010. s reprezentacijom je osvojio zlatnu medalju, pobijedivši u finalnom dvoboju 3:2 nakon produžetaka, velike rivale, reprezentaciju SAD-a. Već kao 24-godišnjak Getzlaf ima osvojeni Stanleyjev kup i olimpijsko zlato.

## Statistika karijere

### Klupska statistika
| 2000./01.       | Regina                  | SBHL            | 41  | 33 | 41  | 74  | 189 | —  | —  | —  | —  | —  |
| 2000./01.       | Regina Pat Canadians    | SMHL            | 8   | 4  | 3   | 7   | 8   | —  | —  | —  | —  | —  |
| 2001./02.       | Calgary Hitmen          | WHL             | 63  | 9  | 9   | 18  | 34  | 7  | 2  | 1  | 1  | 4  |
| 2002./03.       | Calgary Hitmen          | WHL             | 70  | 29 | 39  | 68  | 121 | 5  | 1  | 1  | 2  | 6  |
| 2003./04.       | Calgary Hitmen          | WHL             | 49  | 28 | 47  | 75  | 97  | 7  | 5  | 1  | 6  | 6  |
| 2004./05.       | Calgary Hitmen          | WHL             | 51  | 29 | 25  | 54  | 102 | 12 | 4  | 13 | 17 | 18 |
| 2004./05.       | Cincinnati Mighty Ducks | AHL             | —   | —  | —   | —   | —   | 10 | 1  | 4  | 5  | 4  |
| 2005./06.       | Portland Pirates        | AHL             | 17  | 8  | 25  | 33  | 36  | —  | —  | —  | —  | —  |
| 2005./06.       | Anaheim Mighty Ducks    | NHL             | 57  | 14 | 25  | 39  | 22  | 16 | 3  | 4  | 7  | 13 |
| 2006./07.       | Anaheim Ducks           | NHL             | 82  | 25 | 33  | 58  | 66  | 21 | 7  | 10 | 17 | 32 |
| 2007./08.       | Anaheim Ducks           | NHL             | 77  | 24 | 58  | 82  | 94  | 6  | 2  | 3  | 5  | 6  |
| 2008./09.       | Anaheim Ducks           | NHL             | 81  | 25 | 66  | 91  | 121 | 13 | 4  | 14 | 18 | 25 |
| Sveukupno - WHL | Sveukupno - WHL         | Sveukupno - WHL | 233 | 95 | 120 | 215 | 354 | 31 | 12 | 16 | 28 | 40 |
| Sveukupno - NHL | Sveukupno - NHL         | Sveukupno - NHL | 297 | 88 | 182 | 270 | 303 | 56 | 16 | 31 | 47 | 76 |

### Reprezentacija
| Godina              | Reprezentacija      | Natjecanje          |    | OU | G  | A  | Bod | KM |
| ------------------- | ------------------- | ------------------- | -- | -- | -- | -- | --- | -- |
| 2002.               | Kanada West         | SJP-U17             | 6  | 3  | 6  | 9  | 14  |    |
| 2003.               | Kanada (juniori)    | SJP-U18             | 7  | 2  | 2  | 4  | 10  |    |
| 2004.               | Kanada (juniori)    | SJP                 | 6  | 3  | 3  | 6  | 4   |    |
| 2005.               | Kanada (juniori)    | SJP                 | 6  | 3  | 9  | 12 | 8   |    |
| 2008.               | Kanada              | SP                  | 9  | 3  | 11 | 14 | 10  |    |
| Sveukupno - Juniori | Sveukupno - Juniori | Sveukupno - Juniori | 25 | 11 | 20 | 31 | 36  |    |
| Sveukupno - Seniori | Sveukupno - Seniori | Sveukupno - Seniori | 9  | 3  | 11 | 14 | 10  |    |

## Vanjske poveznice
- Profil na NHL.com
- Profil na The Internet Hockey Database